# Topiramaat
Topiramaat is een geneesmiddel dat wordt toegepast om migraine-aanvallen te helpen voorkomen. Topiramaat wordt doorgaans toegepast als iemand twee of meer migraineaanvallen per maand heeft, en wordt doorgaans voorgeschreven door een huisarts of neuroloog. Daarnaast werkt topiramaat tegen verschillende vormen van epilepsie. Topiramaat wordt als merkgeneesmiddel op de markt gebracht door Janssen-Cilag B.V., onder de merknaam Topamax. Er zijn meerdere fabrikanten die het als generiek geneesmiddel onder de stofnaam op de markt brengen.
Topiramaat wordt bij migrainepatiënten voorgeschreven om het aantal migraine-aanvallen met gemiddeld 50% te reduceren en tevens de heftigheid daarvan te verminderen. Het is een tweede-keus-middel in de NHG-standaard hoofdpijn. Bij epilepsie vermindert topiramaat het aantal epilepsieaanvallen, als er sprake is van partiële aanvallen of van gegeneraliseerde tonisch-clonische aanvallen.

## Dosering
Topiramaat is beschikbaar in tabletvorm (25, 50, 100 en 200 mg) en in sprinklecapsules (15 en 50 mg) die open te breken zijn en met wat voedsel ingenomen kunnen worden. Met topiramaat wordt altijd stapsgewijs opgebouwd vanuit een lage dosering. Voor migraine is de aanbevolen dosering maximaal 100 mg per dag. Bij epilepsie ligt de aanbevolen dosering tussen de 100 en 400 mg per dag.

## Bijwerkingen
Topiramaat is een geneesmiddel met potentiële bijwerkingen. Bij snelle dosisverhoging en hoge begindosering kunnen meer bijwerkingen optreden. Bijwerkingen die zeer vaak (in meer dan 10% van de gevallen) voorkomen zijn: duizeligheid, vermoeidheid, slaperigheid, nervositeit, problemen met het geheugen, verwardheid, psychomotorische vertraging, anorexie, ataxie, dubbelzien, moeilijk op woorden kunnen komen. Vaak (in 1 - 10% van de gevallen) komen de bijwerkingen hoofdpijn, misselijkheid, impotentie, botpijn, allergische reactie, gewichtsverlies, anemie, epistaxis, purpura, apathie, asthenie, depressie, euforie, cognitieve problemen, emotionele labiliteit, agitatie, angst, afasie, tremor, coördinatiestoornissen, nystagmus, smaakveranderingen, constipatie, urine-incontinentie en menstruatiestoornissen voor.